# Velika Mijáilivka
Velika Mijáilivka (en ucraniano: Велика Михайлівка) es un pueblo ucraniano perteneciente al óblast de Odesa. Situado en el suroeste del país, es parte del raión de Rozdilna y centro del municipio (hromada) homónimo.

## Toponimia
En todos los idiomas de importancia local, el asentamiento se conoce con el nombre de Velikaya Mijáilovka (en ruso: Великая Михайловка). Antes de la Segunda Guerra Mundial era conocida como Jrosulove (en ucraniano: Гофнунгсталь; en ruso: Гросулово, romanizado: Grosulovo).

## Geografía
Velika Mijáilivka se encuentra a orillas del río Kuchurhan, 110 kilómetros al norte de Odesa.

## Historia
Velika Mijáilivka se desarrolló como una fusión de varias localidades. Dos de los más grandes fueron los selos de Bojuslavka y Mijáilivske, también conocidos como Jrosulove. La zona se colonizó después de 1792, cuando las tierras entre el Bug Meridional y el Dniéster fueron transferidas al Imperio ruso según el tratado de paz de Iasi. Bojuslavka se fundó a finales del siglo XVIII y Jrosulove en 1793. El nombre de Jrosulove proviene del terrateniente Grosul-Tolstoi. El área estaba incluida en el uyezd de Tiráspol, que perteneció al virreinato de Yekaterinoslav hasta 1795, al virreinato de Voznesensk hasta 1796, a la gobernación de Nueva Rusia hasta 1803 y a la gobernación de Jersón hasta 1920.
Velika Mijáilivka es conocida por el pogromo de sus habitantes judíos de 1919.
El 16 de abril de 1920, la gobernación de Odesa se separó de la gobernación de Jersón y ahí se encuadró el uyezd de Odesa. En 1923, se abolieron los distritos de la República Socialista Soviética de Ucrania y las gobernaciones se dividieron en ókrugs. Jrosulove fue incluido en el ókrug de Odesa y el 7 de marzo de 1923 se estableció el raión de Jrosulove, con el centro administrativo en Jrosulove. En 1930, se abolieron los ókrugs y el 27 de febrero de 1932 se estableció el óblast de Odesa, donde se incluyó el raión de Jrosulove. 
En 1946, Jrosulove pasó a llamarse Velika Mijáilivka y lo mismo pasó con el raión. En 1961, el pueblo recibió el estatus de asentamiento de tipo urbano.
Velika Mijáilivka fue el centro del raión de Velika Mijáilivka hasta 2020, año en el que se hizo una reforma administrativa que redujo el número de raiónes del óblast de Odesa a siete, y el asentamiento pasó a ser parte del raión de Rozdilna.En 2023, Velika Mijáilivka perdió el estatus de asentamiento de tipo urbano en la legislación ucraniana debido a la eliminación de este estatus administrativo.

## Demografía
La evolución de la población de Velika Mijáilivka entre 1886 y 2022 fue la siguiente:
| 351                                                           | 1259 | 6235 | 5841 | 5458 | 5303 |
| (Fuente: Cities & Towns of Ukraine y UKRAINE: Größere Städte) |      |      |      |      |      |

Según el censo de 2001, la lengua materna de la mayoría de los habitantes, el 94,38%, es el ucraniano; del 4,49% es el ruso.
La población de la ciudad era de un 48,05% ucranianos, 41,46% de judíos, 6,91% de rusos y 1,27% de  rumanos, según el censo soviético de 1939.

## Infraestructura

### Transporte
Por la localidad discurre la carretera comarcal P-33. La estación de tren más cercana está en Novoborisivka, a unos 5 kilómetros al este, en la línea ferroviaria que conecta Odesa y Podilsk.